# Барнетт, Винс

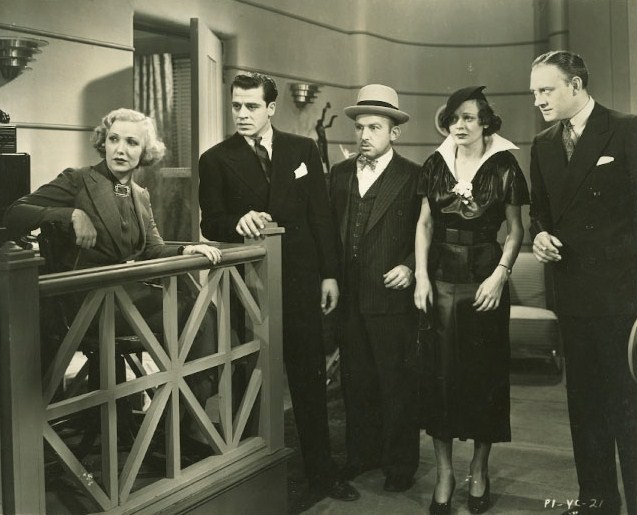
«Жёлтый груз» (1936). Слева направо: Делл, Клаудия, Джек Ла Ру, Винс Барнетт, Хант, Элинор и Конрад Найджел.

Винс Ба́рнетт (англ. Vince Barnett; 4 июля 1902, Питтсбург, Пенсильвания — 10 августа 1977, Энсино, Калифорния) — американский комик, актёр кино и телевидения. За свою карьеру длиной 45 лет (1930—1975) снялся в более чем 230 кинофильмах и телесериалах.

## Биография
Винс Барнетт родился 4 июля 1902 года в городе Питтсбург (штат Пенсильвания, США). Отец — Люк Барнетт (1877—1965), водевильный комик. Винс окончил Технологический институт Карнеги (ныне называется «Университет Карнеги — Меллона»).
Винс Барнетт специализировался на розыгрышах. В Голливуде его часто приглашали на банкеты и вечеринки в качестве «оскорбителя». Он оскорблял гостей с сильным немецким акцентом, проливал суп и ронял подносы — к большому удовольствию хозяев мероприятия, которым нравилось наблюдать, как их друзья корчатся от смеха и бормочут: «Кто нанял этого придурка?» Писатель Эфраим Кац сообщал, что «„жертвами“ его розыгрышей были, в числе прочих, Франклин Рузвельт, Уинстон Черчилль, Джордж Бернард Шоу, Генри Форд и Чарльз Линдберг».
Однажды, в эпоху перехода от немого кино к звуковому, один сотрудник Metro-Goldwyn-Mayer нанял Барнетта, чтобы разыграть самого Луиса Майера. Винс выдал себя за эксперта по звуку и отправился на строящуюся звуковую сцену вместе с Майером, критикуя конструкцию и используя двусмысленные «заумные» выражения, чтобы сбить его с толку. Он закончил свою оценку, заявив, что вся звуковая сцена должна быть снесена, и Майер уже собирался приказать это сделать, когда коллеги сообщили ему, что это розыгрыш.
Актёр и писатель Дэвид Нивен в своих мемуарах вспоминал, как однажды Барнетт выдавал себя за крупного немецкого режиссёра на банкете в честь «патриарха Голливуда» Сэмюэля Голдвина. Барнетт поставил виновника торжества в неловкое положение, во всеуслышание объявив, что Голдвин взял на работу актрису Анну Стэн только потому, что «хотел влезть в её шаровары».
С 1930 года Барнетт начал сниматься в кинофильмах, с 1951 года — в телесериалах. Основной актёрский образ — комические герои второго или эпизодического плана (нередко без указания в титрах). Во второй половине карьеры Барнетт часто старался уйти от навязчивого комедийного образа: играл измученных заботами «маленьких людей» — гробовщиков, дворников, барменов, пьяниц.
В 1950-х годах владел рестораном с незатейливым названием «Винс Барнетт» на бульваре Уилшир в городе Санта-Моника (Калифорния).
Винс Барнетт скончался 10 августа 1977 года в районе Энсино города Лос-Анджелес от болезни сердца. Его тело было кремировано в аббатстве Анджелес в городе Комптон (Калифорния), прах развеян над океаном.
Личная жизнь
Винс Барнетт был женат дважды:
- О его первой супруге почти ничего неизвестно: её звали Женевьева Майер, она скончалась 21 марта 1955 года.
- 6 июля 1971 года (актёру было 69 лет) он женился на женщине по имени Лилиан Женевьева «Кит» Родди. Брак продолжался шесть лет до самой смерти Барнетта 10 августа 1977 года.

Ни одна из его жён не была связана с кинематографом, детей не было.

## Избранная фильмография

### Широкий экран
В титрах указан
- 1932 — Лицо со шрамом / Scarface — Анджело
- 1932 — Тигровая акула[англ.] / Tiger Shark — Рыбья Кость, рыболов
- 1932 — Наследие пустыни[англ.] / Heritage of the Desert — Уинди
- 1932 — Поцелуй смерти[англ.] / The Death Kiss — офицер Гулливер
- 1932 — Плоть / Flesh — официант
- 1933 — Быстрые работники[англ.] / Fast Workers — Спайк
- 1933 — Человек леса[англ.] / Man of the Forest — «Малой»
- 1933 — Боксёр и леди[англ.] / The Prizefighter and the Lady — Багси
- 1934 — Дипломированная медсестра[англ.] / Registered Nurse — Джерри
- 1934 — Принцесса на тридцать дней / Thirty-Day Princess — граф Николас
- 1934 — Кошачья лапа[англ.] / The Cat’s-Paw — Уилкс, гангстер
- 1934 — Романы Челлини / The Affairs of Cellini — Асканио
- 1934 — Она меня не любит[англ.] / She Loves Me Not — Лысый Шульц
- 1934 — Принцесса из Канзас-Сити[англ.] / Kansas City Princess — Куинси
- 1934 — Кровавый роман[англ.] / Crimson Romance — курьер
- 1934 — Ад на небесах[англ.] / Hell in the Heavens — МакГёрк, пилот-ас
- 1934 — Тайная невеста[англ.] / The Secret Bride — пьяница в закусочной
- 1935 — Чёрная ярость[англ.] / Black Fury — Кубанда
- 1935 — Не ставь на блондинок / Don’t Bet on Blondes — Чак «Мозги»
- 1935 — Я живу своей жизнью / I Live My Life — клерк
- 1936 — Сброд[англ.] / Riffraff — Лью
- 1937 — Женщина, которую я люблю[англ.] / The Woman I Love — Мэтью
- 1939 — Экспресс изгнания / Exile Express — помощник констебля
- 1940 — Парни из города[англ.] / Boys of the City — «Простак»
- 1940 — Семь грешников / Seven Sinners — бармен
- 1941 — Бумажные пули[англ.] / Paper Bullets — «Писака», мелкий фальсификатор
- 1941 — Человек из джунглей[англ.] / Jungle Man — Бакторн «Бак»
- 1941 — Я его убил[англ.] / I Killed That Man — пьяница
- 1942 — Исчезновение трупа / The Corpse Vanishes — Сэнди, фотограф
- 1942 — ? / Stardust on the Sage — Абнер Гаскинс
- 1942 — Полуночный трактир[англ.] / Bowery at Midnight — Чарли
- 1943 — Дикая пленница[англ.] / Captive Wild Woman — Кудрявый
- 1945 — Медовый месяц втроём[англ.] / Thrill of a Romance — Оскар
- 1946 — Вирджинец[англ.] / The Virginian — Лысый
- 1946 — Убийцы / The Killers — Чарльстон
- 1946 — Алиби Сокола / The Falcon's Alibi — Голди Локк
- 1947 — Огонь на поражение[англ.] / Shoot to Kill — Чарли Гилл
- 1947 — Грубая сила / Brute Force — Маггси, осуждённый на кухне
- 1947 — Большой город после заката / Big Town After Dark — Луи Снид
- 1947 — Высокая стена / High Wall — Генри Кроннер
- 1948 — Заряженные пистолеты[англ.] / Loaded Pistols — Сэм Гарднер
- 1952 — Карсон-Сити[англ.] / Carson City — Генри
- 1957 — На прицеле[англ.] / The Quiet Gun — гробовщик
- 1959 — Новичок[англ.] / The Rookie — дворник
- 1965 — Зебра на кухне[англ.] / Zebra in the Kitchen — мужчина в канализационном люке
- 1965 — Доктор Голдфут и бикини-машины / Dr. Goldfoot and the Bikini Machine — дворник
- 1967 — Шпион в зелёной шляпе[англ.] / The Spy in the Green Hat — «Ножницы»
- 1975 — Горе-учителя[англ.] / Summer School Teachers — Адамс, директор школы
- 1975 — Сумасшедшая мамаша[англ.] / Crazy Mama — Гомер
- 1975 — Шестизарядная Энни[англ.] / Sixpack Annie — бармен

В титрах не указан
- 1930 — На Западном фронте без перемен / All Quiet on the Western Front — помощник повара
- 1930 — Танцующие малышки[англ.] / Dancing Sweeties — Тед Хоффман, шафер на свадьбе в танцевальном зале
- 1930 — Ночная работа[англ.] / Night Work — метрдотель
- 1930 — Её мужчина[англ.] / Her Man — официант
- 1931 — Скандальная хроника[англ.] / Scandal Sheet — Барретт, репортёр-осуждённый
- 1931 — Сайдшоу[англ.] / Side Show — Великий Сантини
- 1932 — Лошадиные перья[англ.] / Horse Feathers — завсегдатай спикизи
- 1933 — Аллилуйя, я лентяй[англ.] / Hallelujah, I'm a Bum — помощник
- 1933 — Буксирщица Энни[англ.] / Tugboat Annie — таксист
- 1936 — Сан-Франциско / San Francisco — пьяница на праздновании Нового года
- 1936 — За тонким человеком / After the Thin Man — менеджер
- 1937 — Звезда родилась / A Star Is Born — Отто
- 1940 — Незнакомец на третьем этаже / Stranger on the Third Floor — посетитель кафе
- 1941 — Девушка, парень и моряк[англ.] / A Girl, a Guy and a Gob — прохожий с пакетами
- 1941 — Сьерра Сью[англ.] / Sierra Sue — торговец в тире
- 1944 — Маска Димитриоса / The Mask of Dimitrios — картёжник
- 1946 — Две сестры из Бостона[англ.] / Two Sisters from Boston — поющий официант
- 1947 — Могучий Макгурк[англ.] / The Mighty McGurk — портной
- 1947 — Мой брат говорит с лошадьми[англ.] / My Brother Talks to Horses — Шуйлер
- 1947 — Пламя / The Flame — служащий сцены
- 1949 — Стучись в любую дверь / Knock on Any Door — Карл Свонсон
- 1950 — Другая женщина / The Second Woman — Джованни Стробини
- 1950 — Выследить человека / Hunt the Man Down — Джо
- 1951 — Я увижу тебя в моих снах[англ.] / I'll See You in My Dreams — бурлеск-комик
- 1951 — На опасной земле / On Dangerous Ground — Джордж
- 1952 — Красная планета Марс / Red Planet Mars — мужчина, слушающий радио
- 1952 — Винтовка Спрингфилда / Springfield Rifle — повар
- 1952 — Певец джаза[англ.] / The Jazz Singer — бармен
- 1954 — Человеческие джунгли[англ.] / The Human Jungle — жертва ограбления
- 1955 — Паутина преступления / The Crooked Web — Эд
- 1957 — Обезьяна на моей спине[англ.] / Monkey on My Back — Муши, тренер
- 1965 — Семейные ценности[англ.] / The Family Jewels — клиент, меняющий масло в автомобиле
- 1967 — Быстрейшая гитара из всех живущих / The Fastest Guitar Alive — горожанин
- 1967 — Большой рот[англ.] / The Big Mouth — мужчина в телефонной будке

### Телевидение
- 1956 — Театр звёзд Шлица[англ.] / Schlitz Playhouse of Stars — Лео Бейтс (в эпизоде The Big Payday)
- 1956 — Театр «У камина»[англ.] / Fireside Theatre — Дино (в эпизоде Helpmate[англ.])
- 1958 — Отец-холостяк[англ.] / Bachelor Father — Генри (в эпизоде Uncle Bentley Loans Out Peter)
- 1958 — Неугомонный ствол[англ.] / The Restless Gun — парикмахер (в эпизоде Imposter for a Day)
- 1958 — Шайенн[англ.] / Cheyenne — Миклос (в эпизоде The Empty Gun[англ.])
- 1958 — Сансет-стрип, 77[англ.] / 77 Sunset Strip — дворник (в эпизоде Girl on the Run[англ.])
- 1958 — Истории техасских рейнджеров[англ.] / Tales of the Texas Rangers — Гарри Сандерс (в эпизоде Edge of Danger)
- 1958 — Бронко[англ.] / Bronco — владелец ресторана (в эпизоде Trail to Taos)
- 1960 — Тюряга[англ.] / Lock-Up — Граймс (в эпизоде The Beau and Arrow Case)
- 1960 — Письмо Лоретте[англ.] / Letter to Loretta — Граймс (в эпизоде Unconditional Surrender)
- 1962 — Гавайский детектив[англ.] / Hawaiian Eye — Сэм (в эпизоде Big Fever)
- 1962 — Настоящие МакКои[англ.] / The Real McCoys — Скотти Гаррис (в эпизоде Army Reunion)
- 1964 — Перри Мейсон / Perry Mason — Нунан (в эпизоде The Case of the Tandem Target)
- 1965 — Три моих сына[англ.] / My Three Sons — мистер Боппер (в эпизоде The Glass Sneaker[англ.])
- 1966 — Человек от Д.Я.Д.И.[англ.] / The Man from U.N.C.L.E. — «Ножницы» (в 2 эпизодах[англ.])
- 1966, 1969—1970 — Зелёные просторы / Green Acres — разные роли (в 5 эпизодах[англ.])
- 1967 — Симаррон Стрип[англ.] / Cimarron Strip — Вилли (в эпизоде Nobody)
- 1967 — Эта девушка / That Girl — официант, обслуживающий номера (в эпизоде It's a Mod, Mod World: Part 2[англ.])[9]
- 1967—1968 — Шоу Энди Гриффита / The Andy Griffith Show — Элмо (в 3 эпизодах[англ.])
- 1968, 1970 — Мэйберри[англ.] / Mayberry R.F.D. — Элмо (в 7 эпизодах[англ.])
- 1969 — Дикий, дикий Вест[англ.] / The Wild Wild West — Свонсон (в эпизоде The Night of the Janus[англ.])
- 1971 — А вот и Люси[англ.] / Here’s Lucy — таксист (в эпизоде Lucy's House Guest, Harry[англ.])
- 1973 — Бриджит любит Берни[англ.] / Bridget Loves Bernie — Моррис (в эпизоде To Teach or Not to Teach)
- 1973 — Комната 222[англ.] / Room 222 — старик (в эпизоде Of Smoke Filled Rooms[англ.])